# Manuel Pio Correia Júnior
Manuel (Manoel) Pio Correia (Corrêa) Júnior (* 8. Februar 1918 in Rio de Janeiro; † 6. Dezember 2013) war ein brasilianischer Diplomat und Außenminister.

## Leben
Manuel Pio Correia Júnior war der Sohn von Mercedes Veloso und Manuel Pio Correia.
1943 heiratete er Teresa Maria de Castilho Graça Aranha, Tochter von Adelaide Cardoso de Castilho und Temístocles Graça Aranha, Sohn des Graça Aranha. Ihre Söhne sind Manuel und Luiz, ebenfalls ein Diplomat.
Manuel Pio Corrêa Júnior schloss als Bachelor of Laws an der Universidade Federal do Rio de Janeiro ab und trat im Dezember 1937 in den auswärtigen Dienst des Itamaraty. Er wurde zum Konsul dritter Klasse ernannt. Im März 1938 wurde er Sekretär des Leiters der öffentlichen Dienste auf Bundesebene. Von September 1938 bis November 1939 studierte er an der University of Washington. Von März 1940 bis Januar 1941 leitete er die öffentlichen Dienste auf Bundesebene. Von Januar bis Oktober 1941 war er im Büro des Luftfahrtministers Joaquim Pedro Salgado Filho beschäftigt. Von Oktober bis Dezember 1941 vertrat er das Luftfahrtministerium beim Itamaraty. Von Dezember 1941 bis Dezember 1942 leitete er die Abteilung Dokumentation des Luftfahrtministeriums. Von Dezember 1942 bis März 1943 war er Botschaftssekretär zweiter Klasse in Caracas. Von März 1943 bis März 1944 war er Gesandtschaftssekretär zweiter Klasse in Montevideo, wo er als Sekretär der brasilianischen Delegation zur Comissão Consultiva de Emergência para a Defesa Política do Continente, einem interamerikanischen Organ der kollektiven Sicherheit, das während des Zweiten Weltkriegs unter der Patenschaft der Vereinigten Staaten geschaffen worden war, fungierte. Er war im Vorbereitungkommittee des zweiten Berichtjahres der brasilianischen Delegation im Februar 1945 zur Gründungskonferenz dieses Gremiums beigeordnet. Im Mai 1945 vertrat er Brasilien in einem Verteidigungsrat in Uruguay. Von Februar bis März 1947 nahm er als Gesandtschaftssekretär zweiter Klasse an der Amtseinführung der Regierung in Montevideo teil. Von März bis Dezember 1947 war er nach Moskau entsandt, von Dezember 1947 bis September 1948 nach London.
Im September 1948 wurde er zum Botschaftssekretär erster Klasse befördert und war Mitglied der brasilianischen Delegation bei der dritten Sitzungsperiode der Vollversammlung der Vereinten Nationen in Paris. Vom März 1950 bis war er zum Generalstab Estado-Maior das Forças Armadas (EMFA) abgeordnet und besuchte die Escola Superiorde Guerra (ESG).
Im September 1951 wurde er zum Gesandtschaftsrat befördert und nach Bonn geschickt, wo er Vertreter in der brasilianisch-deutschen Kommission war. Von Februar bis Mai 1952 in der zweiten Regierungsperiode von Getúlio Vargas wurde er im Regierungskabinett beschäftigt. Von Mai bis Dezember 1952 übte er eine Lehrtätigkeit am Rio Branco-Institut aus. Von Dezember 1952 bis Februar 1957 wurde er zum Gesandten befördert und der Botschaft in Bonn zugewiesen, wo er 1955 als Geschäftsträger fungierte.
Im November 1958 wurde er zum Ministre plénipotentiaire in Teheran ernannt, wo er von 21. Januar 1958 bis 23. September 1959 akkreditiert war.
Im Oktober 1959 wurde er zum Gesandten erster Klasse befördert. Im Oktober 1959 vertrat er den Außenminister Horácio Lafer bei der Unterzeichnung eines Freundschaftsvertrages mit dem Regime von António de Oliveira Salazar in Lissabon. Im November 1959 begleitete er Lafer nach Buenos Aires und im März 1960 nach Montevideo. Von Mai bis Juni 1960 leitete er die brasilianische Delegation bei der brasilianisch-portugiesischen Kommission in Lissabon. Im August 1960 leitete er die brasilianische Delegation zur sechsten und siebten Beratung der amerikanischen Außenminister in San José (Costa Rica).
Von 31. Dezember 1960 bis 20. Mai 1964 war er Botschafter in Mexiko-Stadt. 1961 erwarb er ein Diplom der Academia Mexicana de Derecho Internacional und wurde von João Goulart im April 1962 in Mexiko besucht. Philip Agee berichtete von Kontakten von Manoel Pio-Corrêa Junior zu den Vertretern der Central Intelligence Agency in Mexiko-Stadt. Pio-Corrêa Junior leitete die brasilianischen Delegation in einem brasilianisch-mexikanischen Gremium. Im Oktober 1963 führte er Verhandlungen mit Vertretern der mexikanischen Regierung zu einer Vereinbarung. Am 31. März 1964 fand die Operação Brother Sam, ein Militärputsch gegen João Goulart statt. Im Juni 1964 vertrat er die brasilianische Regierung in einer Kommission die im Rahmen der Vereinten Nationen die Situation in Kambodscha untersuchte.
Von 13. September 1964 bis 24. Januar 1966 war er Botschafter in Montevideo. Max da Costa Santos war in der Regierung João Goulart Vorsitzender des obersten Rechnungshofes und der Abgeordnete Almino Afonso suchten vor dem Folterregime das mit der Operação Brother Sam in Brasilien an die Macht kam, wie João Goulart, in Uruguay Zuflucht. Manoel Pio Corrêa Jun betrieb die Abschiebung der Menschen, welche in Uruguay Asyl gefunden hatten. Philip Agee berichtete, wie Manuel Pio Corrêa am 4. Dezember 1964 intervenierte, um die Abschiebung von Costa Santos und Afonso zu erreichen. Während die CIA den exilierten Leonel de Moura Brizola auf Schritt und Tritt überwachte, betrieb Manoel Pio Corrêa seine Internierung, die er am 11. Februar 1965 durchsetzte.
1966 war er Generalsekretär des Itamaraty und fungierte zwischenzeitlich als geschäftsführender Außenminister.
Von 2. Oktober 1967 bis 26. Januar 1969 war er Botschafter in Buenos Aires. Er leitete die brasilianische Delegation bei Sitzung des Koordinationsausschusses der Staaten am Río de la Plata.
Er leitete das Centro de Informações do Exterior (Ciex) einen Auslandsnachrichtendienst des brasilianischen Folterregimes. Ab 1969 war er in leitender Funktionen in Wirtschaftsunternehmen tätig, so konnte die Finanzierung des Putschs in Chile 1973 über brasilianische Filialen von Multinationalen Unternehmen abgewickelt werden. Er leitete die Abteilung Telekommunikation der Siemens do Brasil.
Bis 1983 leitete er Icotron S.A., ein Unternehmen der Siemensgruppe das auf elektronische Bauteile spezialisiert war. Von 1983 bis 1994 leitete er Ishikawajima do Brasil Estaleiros S.A. eine Werft Tochter von IHI in Rio de Janeiro.
Gleichzeitig saß er im Aufsichtsrat von Poligrandes und von Brasilit S.A. der Brasilianischen Filiale des französischen Keramikherstellers Weber Saint-Gobain. Er saß im Aufsichtsrat von Ciba-Geigy und im Direktorium der britischen General Accidents Insurance. Zu seiner Sinekure gehörten weiterhin die Posten bei der Eutectic Indústrias Metalúrgicas Ltda. und der Rio de Janeiro Refrescos S.A., einer Filiale der Coca-Cola, er war Mitglied des internationalen Komitees der União de Bancos Brasileiros S.A.(Unibanco).
2012 lebte er gehörlos.

## Ehrungen
- 22. Dezember 1951: Verdienstorden Pro Merito Melitensi
- Mai 1960: Großes Verdienstkreuz mit Stern der Bundesrepublik Deutschland
- 24. Dezember 1960: Großkreuz des Verdienstordens Pro Merito Melitensi